# Törökország közigazgatási egységei

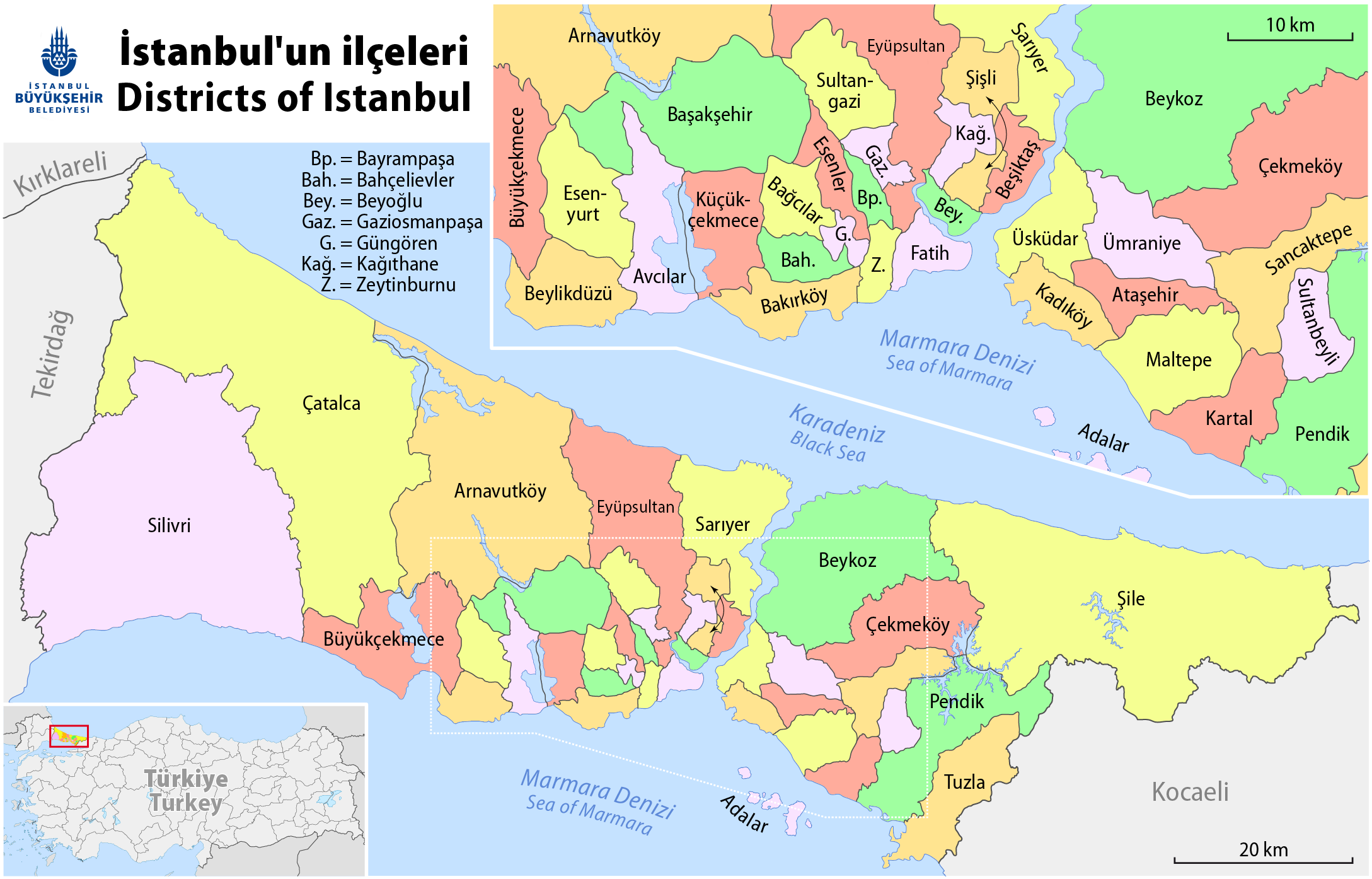
Isztambul térképe. Jól mutatja a török közigazgatási rendszer bonyolultságát: a város térképe egyben a tartomány térképe is, a feltüntetett szemtek (kerületek) egyben a tartományi ilcsék (körzetek) is.

Törökország közigazgatási egységei egymással szorosan összefüggő, alárendelt egységek, melyek elnevezése és egymással való kapcsolata némileg eltér a Magyarországon megszokott fogalmaktól.

## Regionális szint
Törökország hét régióra oszlik, ezek azonban csupán földrajzi jellegű felosztások, külön adminisztratív funkciójuk nincsen.

## Tartományi szint

### Tartomány
A tartomány török elnevezése il (az oszmán időkben ezek voltak a vilajetek). Törökországban 81 tartomány található, melyek önálló közigazgatási egységek, élükön a tartományi kormányzóval (vali). A tartományokat általában a tartományi központ (il merkezi) után nevezik el, ez alól kivétel Hatay, Kocaeli és Sakarya tartományok.

### Körzet (ilcse)
A tartományok további alegységekre osztódnak, melyek elnevezése ilcse (ilçe), amit leginkább körzetnek lehetne fordítani. A tartományi központ általában egybeesik a központi ilcsével (merkez ilçe). Például İzmir tartomány székhelye egyben a központi ilcse székhelye is (İzmir). Az ilcséket a kajmakam (kaymakam) irányítja, kivéve a központi ilcsét, ami a kormányzó hatásköre alá tartozik.

### Budzsak
A budzsak (bucak) az ilcse alegysége, a központi budzsak az ilcse központ alá tartozik, és az ilcse kajmakamja irányítja. A többi budzsaknak külön igazgatója van (bucak müdürü).

### Kaszaba
A kaszaba (kasaba) kettős jelentésű, egyrészt így nevezik a 2000-20 000 fő közötti kisvárosokat, másrészt ezek önkormányzatát is. Az utóbbi időben a kisvárosi önkormányzatokra a belde szót is használják.

### Falusi önkormányzatok
A falusi (köy) önkormányzatot a muhtár (muhtar), és helyenként a muhtárral együtt a falusi tanács (köy ihtiyar meclisi, szó szerint „az öregek tanácsa”) irányítja. A falusi önkormányzatok közigazgatásilag a budzsakoknak illetve a kaszabáknak vannak alárendelve.

### Tanyasi települések
A falvaknál kisebb települések, mint például a tanyák vagy a Törökországra jellemző különböző nomád települések (yayla, kışlak) annak a falunak vagy kaszabának a hatáskörébe tartoznak, amelyik határában találhatóak. Innen ered összefoglaló nevük is (bağlı), melynek jelentése „valamihez hozzárendelt, kapcsolódó”.

## Városi szint
A városokat a belediye, azaz önkormányzat irányítja, aminek a feje a polgármester, a belediye başkanı. Az olyan nagyvárosok, mint Isztambul büyükşehir belediyesivel bírnak, amit magyar viszonylatban megyei jogú városnak hívhatnánk. A főpolgármester és a városi közgyűlés (meclis) együtt határoznak a közügyekben.

### Szemt (városrész)
A városokat szemtekre (semt) osztják, ami magyar viszonylatban városrésznek nevezhető. Minden szemtnek van önkormányzata (belediye), és külön polgármestere. A felosztás bonyolultságát mutatja, hogy például Şişli nem csak egy szemt, azaz városrész neve, hanem egyúttal İstanbul tartomány egyik ilcséje is, ami alatt Nişantaşı egy szemt, aminek vannak saját mahalléi, mindeközben pedig van Şişli nevű mahalle is. Tehát a szemt lehet nem csak a város egyik közigazgatási egysége, de az ilcse alegysége is.

### Mahalle
A szemtek mahallékból állnak (mahalle), melyek a kerületek megfelelői és a muhtár (muhtar) irányítja. Ha Isztambult vesszük példának, akkor Beşiktaş egy szemt, azaz városrész, Levent pedig Beşiktaş egyik mahalléja. A magyar felfogás szerint a mahallék viszonylag kis városrészeknek lennének tekinthetőek, török viszonylatban azonban például Isztambul egy-egy mahalléja akkora is lehet, mint egy nagyobb magyarországi város.

## Statisztika
2001-ben Törökország 81 tartományában összesen 850 ilcsét, 688 budzsakot, 3216 beledijét (kaszaba), 16 937 mahallét és 35 119 falut tartottak számon.
2008-ban 42 új ilcsét adtak a meglévőkhöz, ezek:
- Adana: Çukurova, Sarıcam,
- Ankara: Pursaklar,
- Antalya: Aksu, Döşemealtı, Kepez, Konyaaltı, Muratpaşa,
- Diyarbakır: Bağlar, Kayapınar, Sur, Yenişehir,
- Kocaeli: Başiskele, Çayırova, Darıca, Dilovası, İzmit ve Kartepe,
- İstanbul: Arnavutköy, Ataşehir, Başakşehir, Beylikdüzü, Çekmeköy, Esenyurt, Sancaktepe, Sultangazi,
- İzmir: Bayraklı, Karabağlar,
- Mersin: Akdeniz, Toroslar, Yenişehir,
- Sakarya: Adapazarı, Arifiye, Erenler, Serdivan,
- Samsun: Atakum, Canik  İlkadım,
- Erzurum: Palandöken, Yakutiye,
- Eskişehir: Odunpazarı, Tepebaşı.